# Dragons RFC
Pour les articles homonymes, voir Dragon.
Maillots
Actualités
Dernière mise à jour : 18 juillet 2025.
Le Dragons RFC est une franchise régionale galloise de rugby à XV créée en 2003 et participant au United Rugby Championship ainsi qu'aux compétitions de l'EPCR.

## Histoire

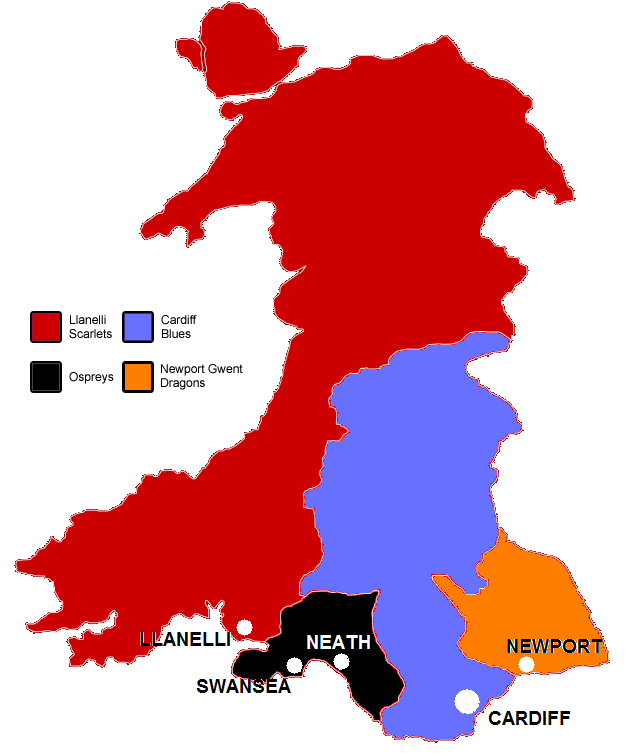
Aires représentées par les équipes galloises de Celtic League.

L'équipe est créée en 2003 quand la Welsh Rugby Union (WRU) prit la décision controversée de restreindre le niveau supérieur du rugby professionnel gallois de neuf clubs à cinq sélections régionales, dans une tentative de copier les modèles à succès de l'Irlande et des trois nations de l'hémisphère sud : la Nouvelle-Zélande, l'Australie et l'Afrique du Sud. Depuis la disparition des Celtic Warriors en 2004, le rugby régional gallois ne compte plus que quatre équipes.
Les Newport Gwent Dragons représentent officiellement le sud-est du pays de Galles et disputent tous leurs matchs officiels à Rodney Parade dans la ville de Newport, mais des matchs amicaux de pré-saison ont pu aussi se disputer sur d’autres terrains de la région, comme ceux des clubs de Pontypool RFC, Abertillery RFC ou Newbridge RFC.
À la création de l'équipe, l'effectif est bâti à partir de ceux des clubs de Newport RFC et de Ebbw Vale RFC et les Dragons sont considérés comme une des équipes régionales galloises les plus faibles, même si leur entraîneur Mike Ruddock est en revanche classé parmi les meilleurs. Ceci les sert d'une certaine manière car ils sont moins perturbés que les autres clubs par l'absence de leurs meilleurs joueurs durant la Coupe du monde 2003. Ils se classent ainsi 3es de la Celtic League, performance qui impressionne suffisamment les dirigeants de la Welsh Rugby Union pour qu'ils offrent à Ruddock le poste vacant d'entraîneur du pays de Galles à l'été 2004.
Pour leur seconde saison, ils terminent 4e de la Celtic League et participent à la Coupe d'Europe.
Le choix de la dénomination de l'équipe pose des problèmes considérables, étant donné qu’à l'inverse de franchises issues d'un seul club comme les Cardiff Blues ou les Llanelli Scarlets, les Newport Gwent Dragons sont une nouvelle entité régionale censée représenter une région de Gwent. Une partie du rugby gallois considère qu’inclure Newport dans le nom de la franchise conduit à s'aliéner une partie des supporters des vallées alentour notamment ceux du club historique d’Ebbw Vale RFC. Plusieurs noms sont proposés mais sont tous rejetés. C'est finalement la WRU elle-même qui impose le nom de la franchise : les Gwent Dragons. Ce nom ne vécut même pas jusqu'au début de la saison. Le club d'Ebbw Vale passe très près de la faillite, et est contraint de vendre sa part de la franchise au club de Newport RFC. Le nom de Newport est alors ajouté au nom de la franchise. En réalité c'est en utilisant le terme Gwent que l'équipe perd le plus de supporters. Les affluences aux matchs des Dragons tournent autour de 4 000 personnes, environ la moitié de celles réalisées par le club de Newport RFC auparavant. Bien que les disputes autour du nom de la franchise puissent paraître exagérées, le rugby dans le sud du pays de Galles est profondément divisé en centaines de clubs historiques entretenant de grandes rivalités.

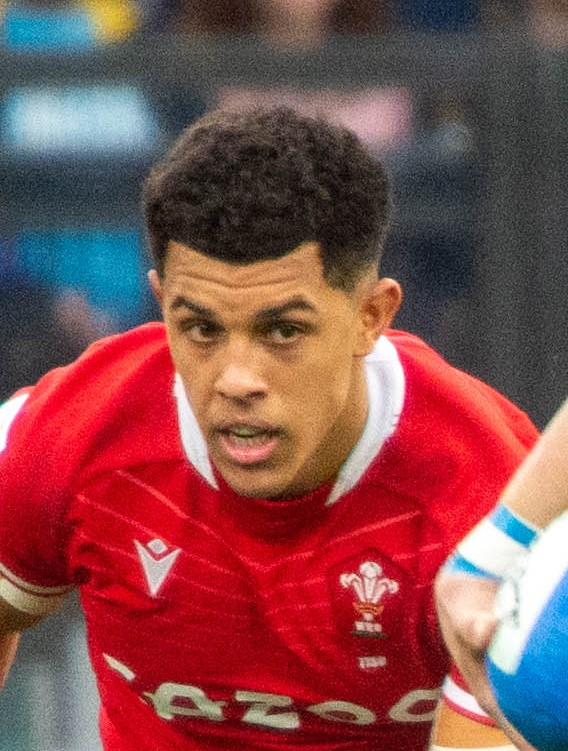
Rio Dyer, joueur formé au Dragons RFC et international gallois

Alors que la Fédération galloise prend le contrôle de la franchise le 1er juillet 2017, le nom de cette dernière est réduite le 21 juillet au nom Dragons, abandonnant toute allusion géographique. Cinq ans plus tard, le nom de club devient Dragons RFC.

## Palmarès
Le tableau suivant récapitule les performances des Dragons dans les diverses compétitions nationales et européennes.
| Compétitions nationales | Compétitions européennes                                   |
| ----------------------- | ---------------------------------------------------------- |
| Néant                   | Challenge européen - Demi-finaliste (3) : 2007, 2015, 2016 |

## Identité visuelle

### Logo
Lors de ses changements de nom successifs, en 2017 et en 2022, un nouveau logo est adopté en conséquence.

Évolution du logo
Logo de 2003 à 2017.
Logo de 2017 à 2022.
Logo depuis 2022.

## Personnalités du club

### Effectif 2025-2026
| Nom                      | Naissance          | Nationalité sportive | Sélections (points) | Dernier club       | Arrivée au club |
| Talonneurs               |                    |                      |                     |                    |                 |
| James Benjamin           | 21 février 1994    | Pays de Galles       | -                   | Formé au club      | 2013            |
| Oli Burrows              | 16 mai 2002        | Pays de Galles       | -                   | Exeter Chiefs      | 2024            |
| Brodie Coghlan           | 21 décembre 2000   | Pays de Galles       | -                   | Formé au club      | 2022            |
| Elliot Dee               | 7 mars 1994        | Pays de Galles       | 56 (15)             | Formé au club      | 2013            |
| Sam Scarfe               | 23 août 2003       | Pays de Galles       | -                   | Formé au club      | 2024            |
| Piliers                  |                    |                      |                     |                    |                 |
| Christian Coleman        | 31 août 1998       | Pays de Galles       | 1 (0)               | Formé au club      | 2018            |
| Robert Hunt              | 16 août 1996       | Afrique du Sud       | -                   | Cheetahs           | 2025            |
| Rhodri Jones             | 23 décembre 1991   | Pays de Galles       | 24 (0)              | Ospreys            | 2022            |
| Wyn Jones                | 26 février 1992    | Pays de Galles       | 48 (10)             | Harlequins         | 2025            |
| Dylan Kelleher-Griffiths | 28 juin 2003       | Pays de Galles       | -                   | Formé au club      | 2025            |
| Dillon Lewis             | 4 janvier 1996     | Pays de Galles       | 57 (5)              | Harlequins         | 2025            |
| Rodrigo Martínez         | 7 août 1998        | Argentine            | 3 (0)               | Wasps              | 2023            |
| Luke Yendle              | 27 juin 2000       | Pays de Galles       | -                   | Formé au club      | 2020            |
| Deuxièmes lignes         |                    |                      |                     |                    |                 |
| Ben Carter               | 23 janvier 2001    | Pays de Galles       | 13 (0)              | Formé au club      | 2020            |
| Steven Cummins           | 23 mars 1992       | Australie            | -                   | Section paloise    | 2024            |
| Seb Davies               | 17 mai 1996        | Pays de Galles       | 17 (0)              | Cardiff Rugby      | 2025            |
| Levi Douglas             | 1er septembre 1995 | Angleterre           | -                   | Biarritz olympique | 2025            |
| Barny Langton-Cryer      | 26 janvier 2001    | Pays de Galles       | -                   | Formé au club      | 2023            |
| Matthew Screech          | 24 octobre 1992    | Pays de Galles       | 2 (0)               | Cardiff Rugby      | 2013            |
| Troisièmes lignes aile   |                    |                      |                     |                    |                 |
| Solomone Funaki          | 25 avril 1994      | Tonga                | 15 (15)             | Moana Pasifika     | 2024            |
| Harrison Keddie          | 10 juillet 1996    | Pays de Galles       | -                   | Formé au club      | 2016            |
| Shane Lewis-Hughes       | 20 septembre 1997  | Pays de Galles       | 3 (0)               | Cardiff Rugby      | 2024            |
| Ryan Woodman             | 2 avril 2004       | Pays de Galles       | -                   | Formé au club      | 2022            |
| Thomas Young             | 18 mai 1992        | Pays de Galles       | 4 (0)               | Cardiff Rugby      | 2025            |
| Troisièmes lignes centre |                    |                      |                     |                    |                 |
| → Mackenzie Martin       | 26 octobre 2003    | Pays de Galles       | 4 (0)               | Cardiff Rugby      | 2025            |
| Aaron Wainwright         | 25 septembre 1997  | Pays de Galles       | 59 (20)             | Formé au club      | 2017            |
| Demis de mêlée           |                    |                      |                     |                    |                 |
| Niall Armstrong          | 19 août 1999       | Irlande              | -                   | Exeter Chiefs      | 2025            |
| Che Hope                 | 10 janvier 2003    | Pays de Galles       | -                   | Formé au club      | 2022            |
| Morgan Lloyd             | 8 octobre 2002     | Pays de Galles       | -                   | Formé au club      | 2024            |
| Rhodri Williams          | 5 mai 1993         | Pays de Galles       | 10 (5)              | Bristol Bears      | 2018            |
| Demis d'ouverture        |                    |                      |                     |                    |                 |
| Tinus de Beer            | 24 janvier 1996    | Afrique du Sud       | -                   | Cardiff Rugby      | 2025            |
| Jac Lloyd                | 28 septembre 2002  | Pays de Galles       | -                   | Bristol Bears      | 2023            |
| Angus O'Brien            | 17 septembre 1994  | Pays de Galles       | -                   | Scarlets           | 2022            |
| Centres                  |                    |                      |                     |                    |                 |
| Harri Ackerman           | 21 décembre 2004   | Pays de Galles       | -                   | Formé au club      | 2025            |
| Aneurin Owen             | 19 octobre 2000    | Pays de Galles       | -                   | Formé au club      | 2020            |
| Fetuli Paea              | 16 août 1994       | Tonga                | 13 (25)             | Zebre              | 2025            |
| Joe Westwood             | 10 juillet 2003    | Pays de Galles       | -                   | Formé au club      | 2024            |
| Ailiers                  |                    |                      |                     |                    |                 |
| Rio Dyer                 | 21 décembre 1999   | Pays de Galles       | 24 (40)             | Formé au club      | 2018            |
| Fine Inisi               | 19 mai 1998        | Tonga                | 9 (10)              | Moana Pasifika     | 2025            |
| Ewan Rosser              | 16 décembre 2000   | Pays de Galles       | -                   | Formé au club      | 2023            |
| Jared Rosser             | 21 février 1997    | Pays de Galles       | -                   | Formé au club      | 2017            |
| Arrières                 |                    |                      |                     |                    |                 |
| Huw Anderson             | 29 septembre 2004  | Pays de Galles       | -                   | Formé au club      | 2024            |
| Cai Evans                | 23 juin 1999       | Pays de Galles       | 2 (2)               | Ospreys            | 2023            |
| David Richards           | 30 juillet 1999    | Pays de Galles       | -                   | Newport RFC        | 2025            |

## Anciens joueurs d'importance

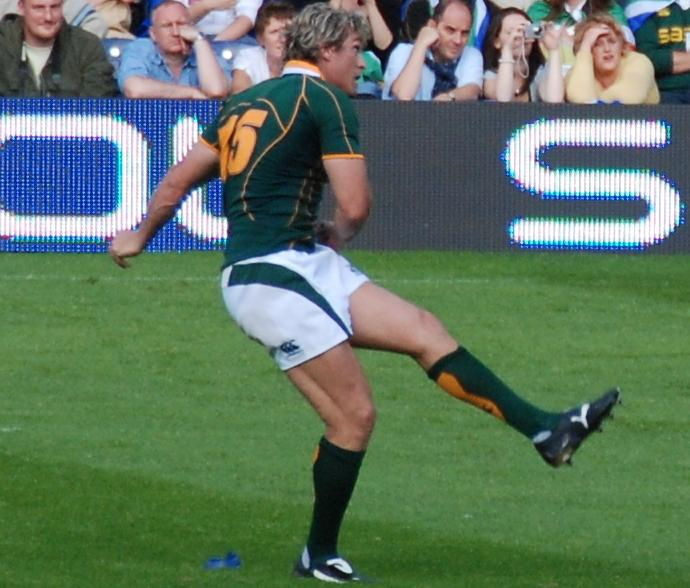
Percy Montgomery

- Colin Charvis
- Gareth Cooper
- Jamie Corsi
- Ian Gough
- Steve Jones
- Kevin Morgan
- Michael Owen
- Ceri Sweeney
- Gareth Wyatt
- Dan Lydiate
- Sam Davies
- Sione Tuipulotu
- James Arlidge
- Percy Montgomery
- Rod Snow

## Équipes associées en Welsh Premier Division
- Newport Rugby Football Club
- Ebbw Vale Rugby Football Club